# 베님 타틀르 얄라늠
《베님 타틀르 얄라늠》(튀르키예어: Benim Tatlı Yalanım)는 2019년 방영된 터키의 텔레비전 드라마이다.